# Пагуага Ириас, Эдмундо
Эдмундо Пагуага Ириас (исп. Edmundo Paguaga Irías; 15 июня 1923 — 1 июля 2008, Окоталь, Никарагуа) — никарагуанский политический деятель, член национальной правительственной хунты Никарагуа (1973—1974).

## Биография
С конца 1960-х гг. — член Консервативной партии и депутат парламента.
После отставки Агуэро Бернабе 1 марта 1973 г. становится членом национальной правительственной хунты. На этом посту способствовал возвращению к власти Анастасио Сомосы, за что подвергся критике со стороны однопартийцев.
В 1974 г. баллотировался на пост президента Никарагуа, проиграв Анастасио Сомосе.